# Gabriela Trușcă
Gabriela Trușcă (házassága után Robu) (Bákó, Románia, 1957. augusztus 15. –) olimpiai ezüstérmes román szertornász, edző, nemzetközi tornabíró.
1976-ban felkerült a Nemzetközi Torna Szövetség Világszínvonalú tornászok listájára.

## Életpályája
Gabriela Trușcă 1957. augusztus 15-én született Bákóban. Édesapja Constantin Trușcă.
Bár édesanyja atlétikára szánta, edzői felfigyeltek a torna iránti hajlamára, így hét éves korától a bákói sportklubban tornázni kezdett. Első versenyén tíz évesen vett részt. Edzője volt Mircea Bibire.
A válogatottba 1971-ben került, itt edzői Károlyi Márta, Károlyi Béla és Pozsár Géza voltak.

### Felnőttként

#### Nemzetközi eredmények
Az 1973-as Nyugat-Németország-Románia találkozón egyéni összetettben Rodica Sabăuval megosztva hatodik, az Amerikai Egyesült Államok-Románián nyolcadik, az 1978-as Hollandia-Románián harmadik helyezett volt.
1975-ben a Moscow News-on tizenhatodik helyen végzett egyéni összetettben.
Románia Nemzetközi Bajnokságán 1977-ben egyéni összetettben hetedik, 1978-ban felemás korláton első, egyéni összetettben harmadik helyezett volt.
Az 1977-es Világkupán Oviedo-ban ugrásban hetedik, egyéni összetettben pedig Rodica Sabăuval megosztva tizenegyedik helyezést ért el.
Ugyanazon évben a University Games-en Várnában második helyezett volt felemás korláton és a csapattal.

##### Olimpiai játékok
Az olimpiai játékoknak egyetlen kiadásán vett részt egy ezüstérmet szerezve.
Ez a szereplése az 1976. évi nyári olimpiai játékokon Montréalban volt, az ezüstérmes csapat többi tagja Nadia Comăneci, Anca Grigoraș, Teodora Ungureanu, Mariana Constantin és Georgeta Gabor volt.

### Visszavonulása után
Visszavonulása után 1985-ben, katonai katonai pályán lévő férjét követve, Bodzavásárra költözött, ahol az CSS Buzău sportklub edzőjeként jelenleg (2017) is tevékenykedik. Többek közt, tanítványa volt az Európa-bajnok és olimpiai bronzérmes Gabriela Drăgoi is.
1992 óta nemzetközi tornabíró.
2003 óta tagja a Román Torna Szövetség technikai bizottságának.

## Díjak, kitüntetések
1976-ban a Sport Érdemrend II. osztályával tüntették ki.
A Román Torna Szövetség 1976-ban és 1977-ben is beválasztotta az év tíz legjobb női sportolója közé.
1976-ban Kiváló Sportolói címmel tüntették ki.
A Nemzetközi Torna Szövetség 1976-ban felvette a Világszínvonalú tornászok listájára.
2000-ben az Érdemért Nemzeti Érdemérem III. osztályával, 2004-ben pedig a Nemzeti Érdemrend II. osztályával tüntették ki.